# Fontenay-sous-Fouronnes
Fontenay-sous-Fouronnes ist eine französische Gemeinde mit 81 Einwohnern (Stand: 1. Januar 2022) im Département Yonne in der Region Bourgogne-Franche-Comté (vor 2016 Bourgogne). Sie gehört zum Kanton Joux-la-Ville (bis 2015 Coulanges-sur-Yonne) im Arrondissement Auxerre.

## Geographie
Fontenay-sous-Fouronnes liegt etwa 25 Kilometer südlich von Auxerre. Umgeben wird Fontenay-sous-Fouronnes von den Nachbargemeinden Val-de-Mercy im Norden, Bazarnes im Nordosten, Trucy-sur-Yonne im Osten, Mailly-le-Château im Süden und Südosten, Fouronnes im Westen sowie Charentenay im Nordwesten.

## Bevölkerungsentwicklung
| Jahr                      | 1962 | 1968 | 1975 | 1982 | 1990 | 1999 | 2006 | 2013 |
| Einwohner                 | 105  | 101  | 85   | 76   | 74   | 73   | 75   | 73   |
| Quelle: Cassini und INSEE |      |      |      |      |      |      |      |      |

## Sehenswürdigkeiten

Kirche Saint-Christophe

- Kirche Saint-Christophe